# Gonomyia abscondita
Gonomyia abscondita är en tvåvingeart som beskrevs av Paul Lackschewitz 1935. Gonomyia abscondita ingår i släktet Gonomyia och familjen småharkrankar. Inga underarter finns listade i Catalogue of Life.